# Chicago American Giants
Les Chicago American Giants sont un club de baseball fondé en 1910 à Chicago et qui met fin à ses activités en 1952. Cette formation de Negro League est membre des ligues majeures noires entre 1920 et 1948. 

## Histoire

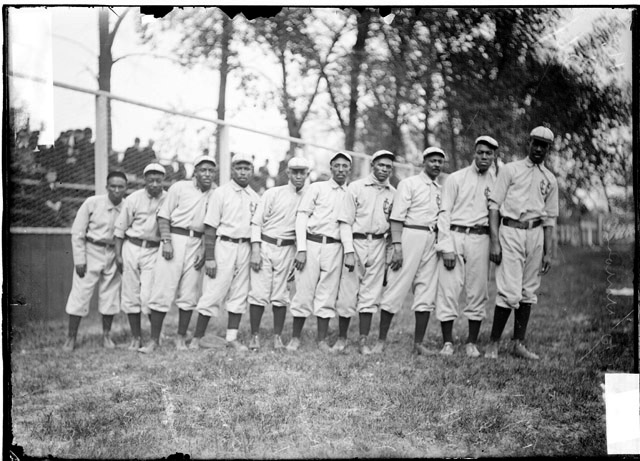
Les American Giants de Chicago en 1905

Le club est fondé en 1910 sous le nom de Chicago Leland Giants. La saison inaugurale est impressionnante avec 123 victoires pour seulement 6 défaites. En 1911, le club est rebaptisé Chicago American Giants.
Dominateurs dans la première version de la Negro National League entre 1920 et 1927 avec cinq titres à la clé, les American Giants ne parviennent pas à retrouver cette réussite en Negro National League (deuxième version), de 1933 à 1935 puis en Negro American League, de 1937 à 1952.
Les American Giants évoluent principalement dans deux stades, South Side Park (1911-1940) et Comiskey Park (1941-1952), mais ils se produisent également occasionnellement dans de nombreux autres stades de Chicago : Normal Park (1920-1921), Pyott's Park (1928-1930), 37th and Butler (1931), Griffith Stadium (1938-1948), Shrewbridge Park (1935), Mills Stadium (1935 et Spencer Field (1935).

## Palmarès
- Vainqueur des Séries mondiales noires : 1926 et 1927
- Champion de la Negro National League (première version) : 1920, 1921, 1922, 1926 et 1927